# 井田恵子
井田 恵子（いだ けいこ、1931年（昭和6年）6月21日 - 1993年（平成5年）12月1日）は日本の弁護士。元日本弁護士連合会事務総長。北海道釧路市生まれ。

## 経歴
1954年北海道大学法学部卒。1956年同大学院法学研究科民法学専攻修了。1958年（昭和33年）弁護士登録。1968年（昭和43年）独立して弁護士事務所を開く。
1970年専修大学法学部非常勤講師（ - 1973年）。1975年日本弁護士連合会女性の権利委員会委員。1977年東京女子大学文理学部非常勤講師（ - 1980年）。1982年（昭和57年）拘禁二法案反対運動組織を立ち上げる。1984年北海道大学法学部非常勤講師（ - 1985年）。
1987年1月に「女性区長をつくる練馬区民の会」が結成され、篠原一とともに代表に就任した。同グループの要請を受けて元日本婦人有権者同盟会長の本尾良は4月26日に行われた練馬区長選挙に立候補したが、自由民主党・公明党・民社党推薦の岩波三郎との一騎打ちに敗れた。
1988年、都立高等学校男女差別協議会議長。日本弁護士連合会副会長。1990年日本弁護士連合会事務総長（ - 1992年）。
夫は弁護士の井田邦弘（元東京弁護士会副会長、2009年没）。

## エピソード
- 北海道大学法学部最初の女子大生であり、女性初の日弁連事務総長に就任した。
- 女性の地位向上の活動を行い、買春・売春問題や男女雇用機会均等法制定活動に取り組む。
- 早くより選択的夫婦別姓制度導入に賛同していた。「人格を個人として尊重するという観点から、夫婦は結婚に際しまして別氏を名のることもできるという選択の余地のある改正が行われることが望ましい」と述べる[4]。

## 主要論文
- 『親権者の指定・変更（家事調停と家事審判） -- （家事審判の研究）』（判例タイムズ 21、1970年）
- 『国内行動計画について（雇用における男女平等）＜特集＞）』（婦人問題懇話会会報 26号、1977年）
- 『売春防止法の運用をめぐって--トルコ風呂売春を中心に』（ジュリスト 749号、1981年）
- 『売春防止法制定30年にあたって』（法の支配 68号、1986年）